# Calamaria crassa
Calamaria crassa es una especie de serpientes de la familia Colubridae.

## Distribución geográfica
Es endémica de Sumatra y también existen poblaciones en Indonesia.

## Estado de conservación
Se encuentra amenazada por la pérdida de su hábitat natural.